# Marthe Vinot
Pour les articles homonymes, voir Lagrange et Vinot.
Marthe Vinot, née Marthe Lagrange, est une actrice française née le 8 décembre 1894 à Paris, ville où elle est morte le 13 juillet 1974. 

## Biographie
Marthe Lagrange naît le 8 décembre 1894 au sein de l'Hôpital Cochin dans le 14e arrondissement de Paris. Elle est la sœur de Louise Lagrange.
Veuve de l'acteur Maurice Vinot, mort au front en 1916, elle épouse en secondes noces Pierre Blanchar dont elle eut une fille, Dominique Blanchar, en 1927. 
Marthe Vinot ne fait carrière qu'au temps du cinéma muet et cesse de tourner après son second mariage en 1924. Elle a été plus particulièrement employée par Louis Feuillade, Luitz-Morat et Henri Diamant-Berger. Elle meurt le 13 juillet 1974 au sein de l'Hôpital international de l’université de Paris dans le 14e arrondissement.

## Filmographie
- 1909 : André Chénier de Louis Feuillade
- 1911 : Le Destin des mères de Louis Feuillade
- 1911 : La Suspicion de Louis Feuillade
- 1912 : L'Anneau fatal de Louis Feuillade
- 1912 : Le Mort vivant de Louis Feuillade
- 1912 : Le Proscrit de Louis Feuillade
- 1912 : Bébé, Bout de Zan et le Voleur de Louis Feuillade
- 1912 : Bébé et la Gouvernante de Louis Feuillade
- 1912 : Bébé et le Financier de Louis Feuillade
- 1912 : Le Château de la peur de Louis Feuillade
- 1912 : Les Cloches de Pâques de Louis Feuillade
- 1912 : La Douleur de Chopin (anonyme)
- 1912 : La Maison des lions de Louis Feuillade
- 1912 : Le Nain de Louis Feuillade
- 1912 : La Préméditation de Louis Feuillade
- 1912 : Les Yeux qui meurent de Louis Feuillade
- 1913 : Les Yeux ouverts de Louis Feuillade
- 1913 : Juve contre Fantômas de Louis Feuillade
- 1913 : L'Angoisse de Louis Feuillade
- 1913 : Bout de Zan chanteur ambulant de Louis Feuillade
- 1913 : L'Effroi de Louis Feuillade
- 1913 : Le Mariage de Miss Nelly de Louis Feuillade
- 1914 : Severo Torelli de Louis Feuillade
- 1914 : Le Calvaire de Louis Feuillade
- 1914 : Les Fiancés de Séville de Louis Feuillade
- 1915 : Le Blason de Louis Feuillade
- 1915 : Son or de Gaston Ravel
- 1915 : Jeunes filles d'hier et d'aujourd'hui de Louis Feuillade
- 1915 : Le Collier de perles de Louis Feuillade
- 1915 : L'Escapade de Filoche de Louis Feuillade
- 1915 : Madame Fleur de Neige de Gaston Ravel
- 1916 : La Danseuse voilée de Maurice Mariaud
- 1916 : Un mariage de raison de Louis Feuillade
- 1916 : Le Crépuscule du cœur de Maurice Mariaud
- 1918 : L'Obstacle de Jean Kemm
- 1920 : La Falaise de Paul Barlatier
- 1920 : Le Gage de Paul Barlatier
- 1921 : Fleur des neiges de Paul Barlatier
- 1921 : La Proie de Marcel Dumont
- 1922 : Le Sang d'Allah de Luitz-Morat
- 1922 : Vingt ans après d'Henri Diamant-Berger
- 1924 : Surcouf de Luitz-Morat